# Domenico Debarbieri
Domenico Debarbieri (La Spezia, 11 ottobre 1907 – Roma, 7 gennaio 1970) è stato un calciatore italiano, di ruolo difensore.

## Carriera
Viene acquistato dallo Spezia nel 1929, e nella stagione 1928-1929 gioca 17 partite in Prima Divisione, la seconda serie dell'epoca; l'anno seguente la squadra ligure viene inserita nel nascente campionato di Serie B, nel quale Debarbieri gioca 8 partite; l'anno seguente gioca invece 20 partite, segnando anche 2 gol, mentre nella stagione 1931-1932 gioca 3 partite. In seguito ha giocato per una stagione con l'Andrea Doria di Genova.
In carriera ha giocato complessivamente 48 partite in campionati di seconda serie, con 2 gol segnati.